# 朱諤
朱諤（?—?），初名绂，字聖與，秀州華亭人。宋朝政治人物。
進士第二名，初授忠正軍推官。崇宁初年，由太常丞擢拔為殿中侍御史，再迁侍御史、给事中。累官御史中丞，崇宁三年（1104年），彈劾资政殿大学士許將诽谤朝政，“左顧右視，見利則回，幡然改圖，初無定論。”。歷官吏部尚書，官至右丞。曾建议徽宗“开内阁，延羣臣，从容论道”。赠光禄大夫，谥忠靖。

## 延伸阅读
[在维基数据编辑]
 《宋史/卷351》，出自脱脱《宋史》